# داغوبرتو فونتس
داغوبرتو فونتس (بالإسبانية: Dagoberto Fontes)‏ مواليد 6 يونيو 1943 في الأوروغواي، هو لاعب كرة قدم أوروغوياني. يلعب كلاعب وسط. سبق له أن لعب في كأس العالم لكرة القدم مع منتخب بلاده.

## المسيرة الاحترافية

### أندية لعب لها
- ديفينسور سبورتينغ

## روابط خارجية
- داغوبرتو فونتس على موقع الاتحاد الدولي (مؤرشف)  (الإنجليزية)
- داغوبرتو فونتس على موقع قاعدة بيانات كرة القدم.إي يو (الإنجليزية)
- داغوبرتو فونتس على موقع ناشيونال فوتبول تيمز (الإنجليزية)
- داغوبرتو فونتس على موقع عالم كرة القدم.نت (الإنجليزية)